# Glacialisaurus

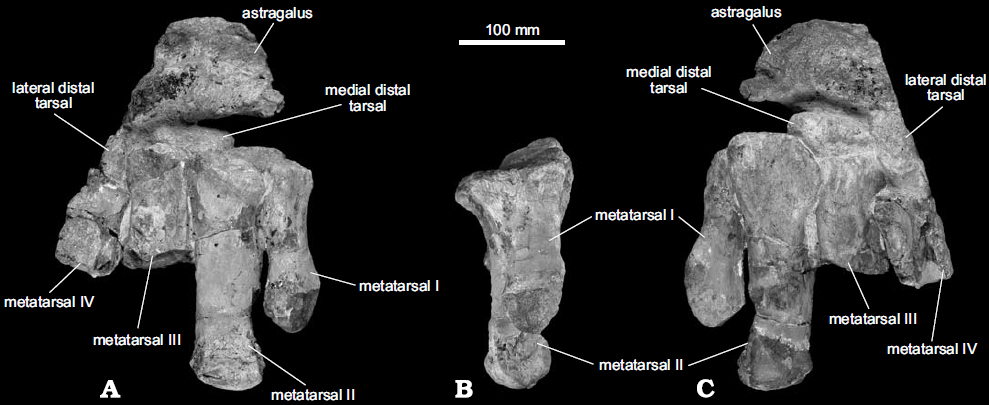

Glacialisaurus é um gênero extinto de sauropodomorfos que viveu no Jurássico Inferior, na região onde hoje seria a Antártida. Media cerca de 7 metros de comprimento e sua dieta era herbívora. É conhecido a partir do holótipo FMNH  PR1823, um membro traseiro parcial (pé) e a partir do material referido FMNH PR1822, o fêmur esquerdo. Sua espécie-tipo é denominada Glacialisaurus hammeri.

## Descoberta
Foi descoberto e coletado nos siltitos tuffáceos e argilitos da parte inferior da Formação Hanson, no Monte Kirkpatrick. Ele foi o primeiro nomeado por Nathan Smith e Pol Diego em 2007 com o nome de espécie Glacialisaurus hammeri. O nome genérico, Glacialisaurus, é derivado do latim palavra glacialis, que significa "gelado" ou "congelado", em referência ao Beardmore Glacier, região nas Montanhas Transantárticas Centrais, onde os restos fósseis foram encontrados. O G. hammeri, homenageia o Dr. William R. Hammer, de Augustana College, que fez grandes contribuições tanto para  paleontologias quanto a pesquisa antártica.

## Classificação

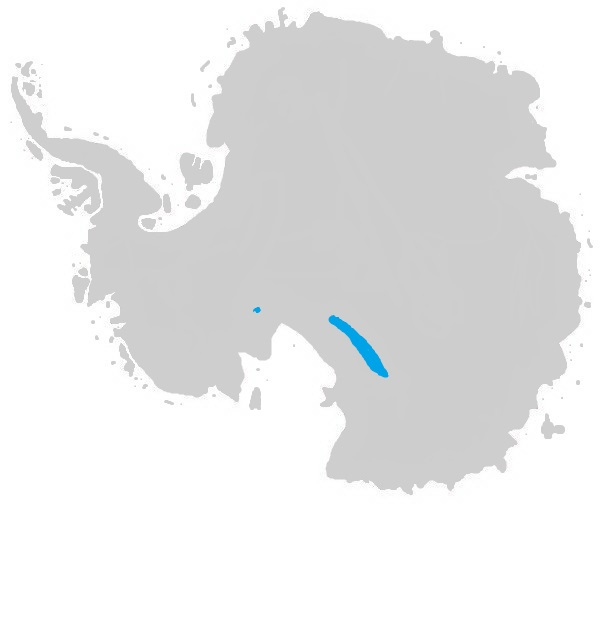
Distribuição geográfica do Glacialisaurus.

Em sua análise filogenética das relações do Glacialisaurus, Smith e Pol consideraram ue ele seria um membro da família Massospondylidae, um sauropodomorfo não eusaurópode mais avançado do que outras formas, como a Saturnalia e o Plateosaurus. As características de seu pé são semelhantes ao Lufengosaurus (do Jurássico Inferior da China), e o estudo filogenético sugere que o Lufengosaurus pode ter sido um parente próximo do Glacialisaurus, enquanto outros  como Coloradisaurus e Massospondylus encontraram formas mais basais. Análises cladísticas recentes por Yates (2007), Yates et al. (2010, 2011) e Novas et al. (2011) encontraram os mesmos resultados. A descoberta do Glacialisaurus é importante para o estudo da distribuição inicial dos dinossauros saurópodes. A presença deste sauropodomorfo primitivo na Formação Hanson (que também produziu vestígios atribuídos a verdadeiros saurópodes) mostra que tanto os membros primitivos como os avançados desta linhagem existiam lado a lado no início do período Jurássico.